# Социална подкрепа
Социална подкрепа e възприемането на и действително грижата за някого, помощ, която е предоставяна от други хора, при която някой е част от подкрепяща и поддържаща го социална мрежа (група). Тази подкрепа може да бъде емоционална, финансова, информационна (съвет) или дори компания (усещането за принадлежност). Социалната подкрепа може да се измерва в усещането, което някой има за подпомагането, което е на разположение за него, както като реално получена помощ, като наличие на възможност за получаване на такава подкрепа или като степен на интегриране в една такава подкрепяща социална мрежа (не всички социални мрежи имат подкрепяща функция). Подкрепата може да дойде от много посоки като семейство, приятели, домашни любимци, съседи, колеги, организации, а в случая в който е предоставяна от държавата и държавните институциии, това е наричано публична помощ.
|  | Тази страница частично или изцяло представлява превод на страницата Social support в Уикипедия на английски. Оригиналният текст, както и този превод, са защитени от Лиценза „Криейтив Комънс – Признание – Споделяне на споделеното“, а за съдържание, създадено преди юни 2009 година – от Лиценза за свободна документация на ГНУ. Прегледайте историята на редакциите на оригиналната страница, както и на преводната страница, за да видите списъка на съавторите. ВАЖНО: Този шаблон се отнася единствено до авторските права върху съдържанието на статията. Добавянето му не отменя изискването да се посочват конкретни източници на твърденията, които да бъдат благонадеждни. |